# كيفن غودت
كيفن غودت هو لاعب هوكي الجليد كندي، ولد في 22 أكتوبر 1963 في مونكتون في كندا.

## وصلات خارجية
- كيفن غودت على موقع EliteProspects.com (الإنجليزية)
- كيفن غودت على موقع HockeyDB.com (الإنجليزية)